# Phylloscopus cantator
Il luì facciagialla (Phylloscopus cantator Tickell, 1833) è un uccello passeriforme della famiglia delle Phylloscopidae.

## Descrizione
Si tratta di un uccello molto piccolo; pesa infatti 6-7 g e la sua lunghezza media è di 11 cm. La sua porzione superiore è di colore verde olivaceo (a eccezione della sommità della testa, striata di nero e di giallo), mentre la gola e il petto sono giallo limone, così come la regione anale; il ventre è di colore bianco.

## Distribuzione e habitat
Vive tipicamente in montagna ed è maggiormente diffuso nella porzione orientale dell'Himalaya, nonché sulle catene montuose del Sud-Est asiatico settentrionale. La sua presenza è stata documentata in India nord-orientale, Bangladesh, Bhutan, Myanmar, Nepal, Laos, Cina meridionale e Thailandia.